# Liste des distinctions de Rihanna
Rihanna est une chanteuse barbadienne. Elle a signé avec le label Def Jam Recordings et a sorti 8 albums studio, et 2 albums de remixes. Il s'agit de plus de 432 récompenses et de plus de 533 nominations. Toutes les récompenses remportées par la chanteuse ne sont pas inscrites dans cette page.

## Academy Awards - Oscars
| Année | Travail Proposé                                        | Catégorie          | Résultat   |
| ----- | ------------------------------------------------------ | ------------------ | ---------- |
| 2023  | Lift Me Up (extrait de Black Panther: Wakanda Forever) | Best Original Song | Nomination |

## American Music Awards
| Année | Travail proposé                          | Catégorie                         | Résultat    |
| ----- | ---------------------------------------- | --------------------------------- | ----------- |
| 2007  | Rihanna                                  | Favorite Female Artist — Soul/R&B | Récompensée |
| 2008  | Rihanna                                  | Favorite Female Artist — Pop/Rock | Récompensée |
| 2008  | Rihanna                                  | Favorite Female Artist — Soul/R&B | Récompensée |
| 2010  | Rihanna                                  | Favorite Female Artist — Soul/R&B | Récompensée |
| 2011  | Loud                                     | Favorite Album — Pop/Rock         | Nomination  |
| 2011  | Loud                                     | Favorite Album — Soul/R&B         | Récompensée |
| 2011  | Rihanna                                  | Favorite Female Artist — Soul/R&B | Nomination  |
| 2012  | Talk That Talk                           | Favorite Album — Soul/R&B         | Récompensée |
| 2012  | Rihanna                                  | Artist Of The Year                | Nomination  |
| 2012  | Rihanna                                  | Favorite Female Artist — Soul/R&B | Nomination  |
| 2012  | Rihanna                                  | Favorite Female Artist — Pop/Rock | Nomination  |
| 2013  | Rihanna                                  | Favorite Female Artist — Soul/R&B | Récompensée |
| 2013  | Rihanna (pour l'ensemble de sa carrière) | Icon Award                        | Récompensée |
| 2013  | Rihanna                                  | Artist Of The Year                | Nomination  |
| 2013  | Unapologetic                             | Favorite Soul/R&B album           | Nomination  |
| 2013  | Rihanna                                  | Favorite Female Artist — Pop/Rock | Nomination  |
| 2015  | Rihanna                                  | Favorite Female Artist - Soul/R&B | Récompensée |
| 2015  | FourFiveSeconds                          | Collaboration Of The Year         | Nomination  |
| 2016  | Rihanna                                  | Artist Of The Year                | Nomination  |
| 2016  | Rihanna                                  | Favorite Female Artist - Pop/Rock | Nomination  |
| 2016  | Rihanna                                  | Favorite Female Artist - Soul/R&B | Nomination  |
| 2016  | Work (feat. Drake)                       | Collaboration Of The Year         | Nomination  |
| 2016  | Work (feat. Drake)                       | Video Of The Year                 | Nomination  |
| 2016  | Work (feat. Drake)                       | Favorite Song - Soul/R&B          | Récompensée |
| 2016  | Anti                                     | Favorite Album - Soul/R&B         | Récompensée |
| 2017  | Rihanna                                  | Favorite Female Artist - Pop/Rock | Nomination  |
| 2017  | Rihanna                                  | Favorite Female Artist - Soul/R&B | Nomination  |
| 2018  | Rihanna                                  | Favorite Female Artist - Soul/R&B | Récompensée |

## ARIA Music Awards
| Année | Travail proposé | Catégorie                | Résultat   |
| ----- | --------------- | ------------------------ | ---------- |
| 2011  | Rihanna         | Artiste International(e) | Nomination |

## Barbados Music Awards
| Année | Travail proposé      | Catégorie                                  | Résultat    |
| ----- | -------------------- | ------------------------------------------ | ----------- |
| 2006  | Music of The Sun     | Best Reggae/Dancehall Album                | Récompensée |
| 2006  | Music of The Sun     | Album of the Year                          | Récompensée |
| 2006  | Pon de Replay        | Best Dance Single                          | Récompensée |
| 2006  | Pon de Replay        | Song of the Year                           | Récompensée |
| 2006  | Rihanna              | Best New Artist                            | Récompensée |
| 2006  | Rihanna              | Entertainer of the Year                    | Récompensée |
| 2006  | Rihanna              | Female Artist of the Year                  | Récompensée |
| 2006  | Rihanna              | Best-Selling Female Artist of the Year     | Récompensée |
| 2007  | A Girl Like Me       | Album of the Year                          | Récompensée |
| 2007  | SOS                  | Best Music Video (Female)                  | Nomination  |
| 2007  | SOS                  | Best Dance (Pop) Single                    | Nomination  |
| 2007  | Unfaithful           | Best Music Video (Female)                  | Nomination  |
| 2007  | Unfaithful           | Song of the Year                           | Nomination  |
| 2007  | Rihanna              | Best Entertainer of the Year               | Récompensée |
| 2007  | Rihanna              | Best Female Entertainer of the Year        | Récompensée |
| 2007  | Rihanna              | Best Selling Recording Artiste (Worldwide) | Récompensée |
| 2007  | Rihanna              | Digicel People's Choice Award              | Nomination  |
| 2008  | Umbrella             | Song of the Year                           | Récompensée |
| 2008  | Shut Up And Drive    | Best Female Music Video                    | Récompensée |
| 2008  | Don't Stop the Music | Best Pop/R&B single                        | Récompensée |
| 2008  | Rihanna              | Pop/R&B Artist of the Year                 | Récompensée |
| 2008  | Rihanna              | Female Entertainer of the Year             | Récompensée |
| 2008  | Rihanna              | People's choice Entertainer of the Year    | Récompensée |
| 2009  | Rihanna              | Pop / Rock / Alternative Artist            | Récompensée |
| 2009  | Live Your Life       | Best Collaboration                         | Récompensée |
| 2009  | Disturbia            | Song Of The Year                           | Récompensée |

## BET Awards
| Année | Travail proposé                                | Catégorie                      | Résultat    |
| ----- | ---------------------------------------------- | ------------------------------ | ----------- |
| 2006  | Rihanna                                        | Best New Artist                | Nomination  |
| 2008  | Rihanna                                        | Best Female R&B Artist         | Nomination  |
| 2009  | Live Your Life (avec T.I.)                     | Video of the Year              | Nomination  |
| 2009  | Live Your Life (avec T.I.)                     | Best Collaboration             | Nomination  |
| 2009  | Live Your Life (avec T.I.)                     | Viewer's Choice Award          | Récompensée |
| 2010  | Run This Town (avec Jay-Z & Kanye West)        | Video of the Year              | Nomination  |
| 2010  | Rihanna                                        | Best Female R&B Artist         | Nomination  |
| 2010  | Hard (feat. Young Jeezy)                       | Viewer's Choice Award          | Récompensée |
| 2011  | Rihanna                                        | Best Female R&B Artist         | Récompensée |
| 2011  | What's My Name? (feat. Drake)                  | Viewer's Choice Award          | Nomination  |
| 2011  | What's My Name? (feat. Drake)                  | Best Collaboration             | Nomination  |
| 2011  | All of the Lights (avec Kanye West)            | Best Collaboration             | Nomination  |
| 2012  | Rihanna                                        | Best Female R&B Artist         | Nomination  |
| 2013  | Diamonds                                       | Video of the Year              | Nomination  |
| 2013  | Diamonds                                       | Coca-Cola Viewers Choice Award | Nomination  |
| 2013  | Rihanna                                        | Best Female R&B Artist         | Récompensée |
| 2014  | Rihanna                                        | Best Female R&B Artist         | Nomination  |
| 2015  | Rihanna                                        | Best Female R&B Artist         | Nomination  |
| 2016  | Rihanna                                        | Best Female R&B/Pop Artist     | Nomination  |
| 2016  | Work (feat. Drake)                             | Viewer's Choice Award          | Nomination  |
| 2016  | Work (feat. Drake)                             | Best Collaboration             | Récompensée |
| 2016  | Work (feat. Drake)                             | Video of the Year              | Nomination  |
| 2016  | Bitch Better Have My Money                     | Centric Award                  | Nomination  |
| 2017  | Rihanna                                        | Best Female R&B/Pop Artist     | Nomination  |
| 2018  | Rihanna                                        | Best Female R&B/Pop Artist     | Nomination  |
| 2018  | Wild Thoughts (avec DJ Khaled & Bryson Tiller) | Video of the Year              | Nomination  |
| 2018  | Wild Thoughts (avec DJ Khaled & Bryson Tiller) | Viewer's Choice                | Nomination  |
| 2018  | Wild Thoughts (avec DJ Khaled & Bryson Tiller) | Best Collaboration             | Récompensée |
| 2018  | Loyalty (avec Kendrick Lamar)                  | Best Collaboration             | Nomination  |

## Billboard Music Awards
| Année | Travail Proposé                                 | Catégorie                             | Résultat    |
| ----- | ----------------------------------------------- | ------------------------------------- | ----------- |
| 2006  | Rihanna                                         | Female Artist of the Year             | Récompensée |
| 2006  | Rihanna                                         | Pop 100 Artist of the Year            | Récompensée |
| 2006  | Rihanna                                         | Female Hot 100 Artist of the Year     | Récompensée |
| 2007  | Umbrella (feat. Jay-Z)                          | Hot Dance Airplay Song of the Year    | Récompensée |
| 2007  | Umbrella (feat. Jay-Z)                          | European Hot 100 Song of the Year     | Récompensée |
| 2008  | Rihanna                                         | Female Artist of the Year             | Récompensée |
| 2008  | Rihanna                                         | Pop 100 Artist of the Year            | Récompensée |
| 2008  | Rihanna                                         | Female Hot 100 Artist of the Year     | Récompensée |
| 2008  | Rihanna                                         | Mainstream Top 40 Artist of the Year  | Récompensée |
| 2008  | Rihanna                                         | Top Digital Song Artist of the Year   | Récompensée |
| 2008  | Rihanna                                         | Top Dance Airplay Artist of the Year  | Récompensée |
| 2008  | Rihanna                                         | Top Canadian Artist of the Year       | Récompensée |
| 2009  | Rihanna                                         | Top Digital Song Artist of the Decade | Récompensée |
| 2010  | Rihanna                                         | Top Dance Club Artist                 | Récompensée |
| 2011  | Rihanna                                         | Top Artist                            | Nomination  |
| 2011  | Rihanna                                         | Top Female Artist                     | Récompensée |
| 2011  | Rihanna                                         | Top R&B Artist                        | Nomination  |
| 2011  | Rihanna                                         | Top Hot 100 Artist                    | Nomination  |
| 2011  | Rihanna                                         | Top Dance Artist                      | Nomination  |
| 2011  | Rihanna                                         | Top Social Artist                     | Nomination  |
| 2011  | Rihanna                                         | Top Digital Songs Artist              | Nomination  |
| 2011  | Rihanna                                         | Top Radio Songs Artist                | Récompensée |
| 2011  | Rihanna                                         | Top Streaming Artist                  | Nomination  |
| 2011  | Rihanna                                         | Top Digital Media Artist              | Nomination  |
| 2011  | Loud                                            | Top R&B Album                         | Nomination  |
| 2011  | What's My Name? (feat. Drake)                   | Top R&B Song                          | Nomination  |
| 2011  | Love The Way You Lie" (avec Eminem)             | Top Hot 100 Song                      | Nomination  |
| 2011  | Love The Way You Lie" (avec Eminem)             | Top Rap Song                          | Récompensée |
| 2011  | Love The Way You Lie" (avec Eminem)             | Top Digital Song                      | Nomination  |
| 2011  | Love The Way You Lie" (avec Eminem)             | Top Radio Song                        | Nomination  |
| 2011  | Love The Way You Lie" (avec Eminem)             | Top Streaming Song (Audio)            | Nomination  |
| 2011  | Love The Way You Lie" (avec Eminem)             | Top Streaming Song (Video)            | Nomination  |
| 2012  | Rihanna                                         | Top Artist                            | Nomination  |
| 2012  | Rihanna                                         | Top Female Artist                     | Nomination  |
| 2012  | Rihanna                                         | Top R&B Artist                        | Nomination  |
| 2012  | Rihanna                                         | Top Pop Artist                        | Nomination  |
| 2012  | Rihanna                                         | Top Hot 100 Artist                    | Nomination  |
| 2012  | Rihanna                                         | Top Dance Artist                      | Nomination  |
| 2012  | Rihanna                                         | Top Social Artist                     | Nomination  |
| 2012  | Rihanna                                         | Top Digital Songs Artist              | Nomination  |
| 2012  | Rihanna                                         | Top Radio Songs Artist                | Nomination  |
| 2012  | Rihanna                                         | Top Streaming Artist                  | Récompensée |
| 2012  | Rihanna                                         | Top Digital Media Artist              | Nomination  |
| 2012  | Talk That Talk                                  | Top R&B Album                         | Nomination  |
| 2012  | We Found Love (feat. Calvin Harris)             | Top Radio Song                        | Nomination  |
| 2013  | Rihanna                                         | Artist Of The Year                    | Nomination  |
| 2013  | Rihanna                                         | Top Female Artist                     | Nomination  |
| 2013  | Rihanna                                         | Top Hot 100 Artist                    | Nomination  |
| 2013  | Rihanna                                         | Top Radio Songs Artist                | Récompensée |
| 2013  | Rihanna                                         | Top Streaming Artist                  | Nomination  |
| 2013  | Rihanna                                         | Social Artist Of The Year             | Nomination  |
| 2013  | Rihanna                                         | R&B Artist of the Year                | Récompensée |
| 2013  | Rihanna                                         | Top rRadio Songs Artist               | Nomination  |
| 2013  | Unapologetic                                    | R&B Album of the Year                 | Récompensée |
| 2013  | Diamonds                                        | R&B Song of the Year                  | Récompensée |
| 2016  | Rihanna                                         | Top Female Artist                     | Nomination  |
| 2016  | Rihanna                                         | Top R&B Artist                        | Nomination  |
| 2016  | Rihanna                                         | Billboard Chart Achievement Award     | Récompensée |
| 2016  | Anti                                            | Top R&B Album                         | Nomination  |
| 2017  | Rihanna                                         | Top Artist                            | Nomination  |
| 2017  | Rihanna                                         | Top Female Artist                     | Nomination  |
| 2017  | Rihanna                                         | Top Hot 100 Artist                    | Nomination  |
| 2017  | Rihanna                                         | Top Radio Songs Artist                | Nomination  |
| 2017  | Rihanna                                         | Top Streaming Songs Artist            | Nomination  |
| 2017  | Rihanna                                         | Top R&B Artist                        | Nomination  |
| 2017  | Rihanna                                         | Top R&B Tour                          | Nomination  |
| 2017  | Anti                                            | Top Billboard 200 Album               | Nomination  |
| 2017  | Anti                                            | Top R&B Album                         | Nomination  |
| 2017  | Needed Me                                       | Top Streaming Song                    | Nomination  |
| 2017  | Needed Me                                       | Top R&B Song                          | Nomination  |
| 2017  | Work (feat. Drake)                              | Top R&B Collaboration                 | Nomination  |
| 2017  | This Is What You Came For (avec Calvin Harris)  | Top Dance/Electronic Song             | Nomination  |
| 2018  | Rihanna                                         | Top R&B Female Artist                 | Nomination  |
| 2018  | Wild Thoughts (avec DJ Khaled et Bryson Tiller) | Top R&B Song                          | Nomination  |

## BRIT Awards
| Année | Travail proposé                                | Catégorie                      | Résultat    |
| ----- | ---------------------------------------------- | ------------------------------ | ----------- |
| 2008  | Rihanna                                        | International Female Artist    | Nomination  |
| 2010  | Rihanna                                        | International Female Artist    | Nomination  |
| 2011  | Rihanna                                        | International Female Artist    | Récompensée |
| 2012  | Rihanna                                        | International Female Artist    | Récompensée |
| 2013  | Princess of China (avec Coldplay)              | Best Britsh Single of the Year | Nomination  |
| 2013  | Rihanna                                        | International Female Artist    | Nomination  |
| 2017  | Rihanna                                        | International Female Artist    | Nomination  |
| 2017  | This Is What You Came For (avec Calvin Harris) | Best Britsh Single of the Year | Nomination  |

## Guinness World Records
| Année | Travail proposé | Catégorie | Résultat    |
| ----- | --------------- | --- | ----------- |
| 2010  | Rihanna         | Artiste féminine ayant classé le plus de titres en pole position du Billboard Hot 100, en une année calendaire (4)    | Récompensée |
| 2010  | Rihanna         | Plus grand nombre de singles numériques classés numéro un aux États-Unis, de tous les temps.                          | Récompensée |
| 2011  | Rihanna         | Plus grand nombre d'années consécutives avec au moins un titre en pole position au Royaume-Uni. (2007–11)             | Récompensée |
| 2012  | Rihanna         | Meilleure vendeuse de singles numériques aux Etats-Unis (47.57 million)                                               | Récompensée |
| 2013  | Rihanna         | Le plus grand nombre de semaines consécutives passées dans le Top 75 Hit-parade britannique - Singles. (196 semaines) | Récompensée |
| 2014  | Rihanna         | Personnalité la plus aimée sur Facebook                                                                               | Récompensée |

## Golden Globes
| Année | Travail proposé                                        | Catégorie                           | Résultat   |
| ----- | ------------------------------------------------------ | ----------------------------------- | ---------- |
| 2023  | Lift Me Up (extrait de Black Panther: Wakanda Forever) | Best Original Song - Motion Picture | Nomination |

## Grammy Awards
| Année | Travail proposé                          | Catégorie                              | Résultat    |
| ----- | ---------------------------------------- | -------------------------------------- | ----------- |
| 2008  | Umbrella                                 | Record of the Year                     | Nomination  |
| 2008  | Umbrella                                 | Best Rap/Sung Collaboration            | Récompensée |
| 2008  | Don't Stop the Music                     | Best Dance Recording                   | Nomination  |
| 2008  | Hate That I Love You                     | Best R&B Performance by a Duo or Group | Nomination  |
| 2009  | If I Never See Your Face Again           | Best Pop Collaboration With Vocals     | Nomination  |
| 2009  | Disturbia                                | Best Dance Recording                   | Nomination  |
| 2009  | Good Girl Gone Bad Live                  | Best Long Form Music Video             | Nomination  |
| 2010  | Run This Town (avec Jay-Z et Kanye West) | Best Rap Song                          | Récompensée |
| 2010  | Run This Town (avec Jay-Z et Kanye West) | Best Rap/Sung Collaboration            | Récompensée |
| 2011  | Only Girl (In the World)                 | Best Dance Recording                   | Récompensée |
| 2011  | Love The Way You Lie (avec Eminem)       | Record of The Year                     | Nomination  |
| 2011  | Love The Way You Lie (avec Eminem)       | Best Rap/Sung Collaboration            | Nomination  |
| 2011  | Love The Way You Lie (avec Eminem)       | Best Music Video, Short Form           | Nomination  |
| 2011  | Recovery (avec Eminem)                   | Album of The Year                      | Nomination  |
| 2012  | Loud                                     | Album of The Year                      | Nomination  |
| 2012  | Loud                                     | Best Pop Vocal Album                   | Nomination  |
| 2012  | What's My Name?                          | Best Rap/Sung Collaboration            | Nomination  |
| 2012  | All Of The Lights (avec Kanye West)      | Best Rap/Sung Collaboration            | Récompensée |
| 2013  | We Found Love                            | Best Music Video, Short Form           | Récompensée |
| 2013  | Where Have You Been                      | Best Pop Solo Performance              | Nomination  |
| 2013  | Talk That Talk                           | Best Rap/Sung Collaboration            | Nomination  |
| 2014  | Unapologetic                             | Best Urban Contemporary Album          | Récompensée |
| 2014  | Stay                                     | Best Pop Duo/Group Performance         | Nomination  |
| 2015  | The Monster (avec Eminem)                | Best Rap/Sung Collaboration            | Récompensée |
| 2017  | Anti                                     | Best Urban Contemporary Album          | Nomination  |
| 2017  | Anti                                     | Best Album Package                     | Nomination  |
| 2017  | Work                                     | Best Pop Duo/Group Performance         | Nomination  |
| 2017  | Work                                     | Record Of The Year                     | Nomination  |
| 2017  | Needed Me                                | Best R&B Performance                   | Nomination  |
| 2017  | Kiss It Better                           | Best R&B Song                          | Nomination  |
| 2017  | Famous (avec Kanye West)                 | Best Rap/Sung Collaboration            | Nomination  |
| 2017  | Views (avec Drake)                       | Album Of The Year                      | Nomination  |
| 2018  | Loyalty (avec Kendrick Lamar)            | Best Rap/Sung Collaboration            | Récompensée |

## iHeartRadio Music Awards
| Année | Travail Proposé                                        | Catégorie                 | Résultat                     |
| ----- | ------------------------------------------------------ | ------------------------- | ---------------------------- |
| 2014  | Rihanna                                                | Artist of the Year        | Récompensée                  |
| 2014  | Rihanna                                                | Best Fan Army             | Récompensée                  |
| 2014  | Rihanna                                                | iHeart Radio Instagram    | Nomination                   |
| 2014  | The Monster (avec Eminem)                              | Song of the Year          | Nomination                   |
| 2014  | The Monster (avec Eminem)                              | Best Collaboration        | Nomination                   |
| 2014  | Stay                                                   |                           | Nomination                   |
| 2014  | Song of the Year                                       | Récompensée               |                              |
| 2014  | Pour It Up                                             | Récompensée               | Hip Hop/R&B Song of the Year |
| 2016  | Bitch Better Have My Money                             | R&B Song of the Year      | Nomination                   |
| 2017  | This Is What You Came For (avec Calvin Harris)         | Best Collaboration        | Nomination                   |
| 2017  | This Is What You Came For (avec Calvin Harris)         | Best Music Video          | Nomination                   |
| 2017  | Rihanna                                                |                           | Nomination                   |
| 2017  | Female Artist of the Year                              |                           | Nomination                   |
| 2017  | R&B Artist of the Year                                 |                           | Nomination                   |
| 2017  | Best Fan Army                                          |                           | Nomination                   |
| 2017  | Too Good (avec Drake)                                  | Best Lyrics               | Nomination                   |
| 2017  | Needed Me                                              | R&B Song of the Year      | Nomination                   |
| 2017  | Work                                                   | Best Music Video          | Nomination                   |
| 2017  | Work                                                   | R&B Song of the Year      | Récompensée                  |
| 2017  | Work                                                   | Best Collaboration        | Récompensée                  |
| 2017  | Anti                                                   | R&B Album of the Year     | Récompensée                  |
| 2018  | Rihanna                                                | Female Artist of the Year | Nomination                   |
| 2018  | Rihanna                                                | R&B Artist of the Year    | Nomination                   |
| 2018  | Wild Thoughts (avec DJ Khaled et Bryson Tiller)        | Song of the Year          | Nomination                   |
| 2018  | Wild Thoughts (avec DJ Khaled et Bryson Tiller)        | Best Collaboration        | Nomination                   |
| 2018  | Wild Thoughts (avec DJ Khaled et Bryson Tiller)        | Hip-Hop Song of the Year  | Récompensée                  |
| 2023  | Rihanna                                                | Best Fan Army             | Nomination                   |
| 2023  | Lift Me Up (extrait de Black Panther: Wakanda Forever) | Best Lyrics               | Nomination                   |

## Juno Awards
| Année | Travail proposé    | Catégorie                         | Résultat    |
| ----- | ------------------ | --------------------------------- | ----------- |
| 2008  | Good Girl Gone Bad | Album of the Year (International) | Récompensée |

## MTV Europe Music Awards
| Année | Travail proposé                                 | Catégorie    | Résultat    |
| ----- | ----------------------------------------------- | ------------ | ----------- |
| 2006  | Rihanna                                         | Best R&B     | Récompensée |
| 2006  | SOS                                             | Best Song    | Nomination  |
| 2007  | Rihanna                                         | Best Urban   | Récompensée |
| 2012  | Rihanna                                         | Best Look    | Nomination  |
| 2012  | Rihanna                                         | Biggest Fans | Nomination  |
| 2012  | Rihanna                                         | Best Pop     | Nomination  |
| 2012  | Rihanna                                         | Best Female  | Nomination  |
| 2012  | We Found Love                                   | Best Song    | Nomination  |
| 2012  | We Found Love                                   | Best Video   | Nomination  |
| 2015  | Rihanna                                         | Best Female  | Récompensée |
| 2016  | Rihanna                                         | Best Female  | Nomination  |
| 2016  | Rihanna                                         | Best Pop     | Nomination  |
| 2016  | Rihanna                                         | Best Female  | Nomination  |
| 2016  | Rihanna                                         | Best Look    | Nomination  |
| 2016  | Work                                            | Best Song    | Nomination  |
| 2017  | Wild Thoughts (avec DJ Khaled et Bryson Tiller) | Best Song    | Nomination  |

## MTV Video Music Awards
| Année | Travail proposé                                 | Catégorie                            | Résultat    |
| ----- | ----------------------------------------------- | ------------------------------------ | ----------- |
| 2006  | SOS                                             | Viewer's Choice                      | Nomination  |
| 2006  | Rihanna                                         | Best New Artist                      | Nomination  |
| 2007  | Rihanna                                         | Female Artist of the Year            | Nomination  |
| 2007  | Umbrella                                        | Monster Single of the Year           | Récompensée |
| 2007  | Umbrella                                        | Video of the Year                    | Récompensée |
| 2008  | Take A Bow                                      | Best Female Video                    | Nomination  |
| 2011  | All Of The Lights (avec Kanye West et Kid Cudi) | Best Collaboration                   | Nomination  |
| 2012  | We Found Love                                   | Best Pop Video                       | Nomination  |
| 2012  | We Found Love                                   | Best Female Video                    | Nomination  |
| 2012  | We Found Love                                   | Video of the Year                    | Récompensée |
| 2013  | Stay                                            | Best Female Video                    | Nomination  |
| 2014  | The Monster (avec Eminem)                       | Best Collaboration                   | Nomination  |
| 2015  | American Oxygen                                 | Best Video with a Social Message     | Nomination  |
| 2016  | This Is What You Came For (avec Calvin Harris)  | Best Collaboration Video             | Nomination  |
| 2016  | Work                                            | Best Collaboration Video             | Nomination  |
| 2016  | Best Female Video                               |                                      | Nomination  |
| 2016  | Rihanna                                         | Michael Jackson Video Vanguard Award | Récompensée |
| 2017  | Wild Thoughts (avec DJ Khaled et Bryson Tiller) | Best Collaboration                   | Nomination  |
| 2018  | Lemon (avec N.E.R.D)                            |                                      | Nomination  |

## NRJ Music Awards
| Année | Travail proposé                    | Catégorie                                  | Résultat    |
| ----- | ---------------------------------- | ------------------------------------------ | ----------- |
| 2007  | Rihanna                            | Révélation Internationale de l'année       | Nomination  |
| 2007  | Unfaithful                         | Chanson internationale de l'année          | Récompensée |
| 2008  | Rihanna                            | Artiste féminine internationale de l'année | Nomination  |
| 2008  | Don't Stop the Music               | Chanson internationale de l'année          | Récompensée |
| 2008  | Good Girl Gone Bad                 | Album international de l'année             | Nomination  |
| 2009  | Disturbia                          | Chanson internationale de l'année          | Récompensée |
| 2009  | Rihanna                            | Artiste féminine internationale de l'année | Nomination  |
| 2010  | Rihanna                            | Artiste féminine internationale de l'année | Récompensée |
| 2011  | Rihanna                            | Artiste féminine internationale de l'année | Nomination  |
| 2011  | Eminem & Rihanna                   | Groupe Duo international de l’année        | Nomination  |
| 2011  | Love The Way You Lie (avec Eminem) | Chanson internationale de l’année          | Nomination  |
| 2011  | Love The Way You Lie (avec Eminem) | Clip de l'année                            | Nomination  |
| 2012  | We Found Love                      | Chanson internationale de l'année          | Nomination  |
| 2012  | Rihanna                            | Artiste féminine internationale de l'année | Récompensée |
| 2013  | Rihanna                            | Artiste féminine internationale de l'année | Récompensée |
| 2013  | Diamonds                           | Chanson internationale de l’année          | Nomination  |
| 2013  | Where Have You Been                | Clip de l'année                            | Nomination  |
| 2014  | Rihanna                            | Artiste féminine internationale de l'année | Nomination  |
| 2015  | Rihanna                            | Artiste féminine internationale de l'année | Nomination  |
| 2016  | Rihanna                            | Artiste féminine internationale de l'année | Nomination  |
| 2016  | Calvin Harris & Rihanna            | Groupe / Duo international de l'année      | Nomination  |
| 2016  | Work                               | Clip de l'année                            | Nomination  |
| 2023  | Rihanna                            | Artiste féminine internationale de l'année | Nomination  |

## People's Choice Awards
| Année | Travail proposé                          | Catégorie                     | Résultat    |
| ----- | ---------------------------------------- | ----------------------------- | ----------- |
| 2008  | Shut Up and Drive                        | Favorite R&B Song             | Récompensée |
| 2009  | Take A Bow                               | Favorite R&B Song             | Nomination  |
| 2009  | Disturbia                                | Favorite Pop Song             | Nomination  |
| 2009  | Rihanna                                  | Favorite Female Artist        | Nomination  |
| 2010  | Live Your Life (avec T.I.)               | Favorite Music Collaboration  | Nomination  |
| 2010  | Run This Town (avec Jay-Z et Kanye West) | Favorite Music Collaboration  | Récompensée |
| 2011  | Love The Way You Lie (avec Eminem)       | Favorite Music Video          | Récompensée |
| 2011  | Love The Way You Lie (avec Eminem)       | Favorite Song                 | Récompensée |
| 2011  | Rihanna                                  | Favorite Pop Artist           | Récompensée |
| 2012  | Rihanna                                  | Favorite Pop Artist           | Nomination  |
| 2012  | Rihanna                                  | Favorite R&B Artist           | Récompensée |
| 2013  | Rihanna                                  | Favorite R&B Artist           | Récompensée |
| 2014  | Rihanna                                  | Favorite R&B Artist           | Nomination  |
| 2016  | En route !                               | Favorite Animated Movie Voice | Nomination  |
| 2017  | Rihanna                                  | Favorite Female Artist        | Nomination  |
| 2017  | Rihanna                                  | Favorite R&B Artist           | Récompensée |
| 2017  | Anti                                     | Favorite Album                | Nomination  |
| 2017  | Work                                     | Favorite Song                 | Nomination  |

## Soul Train Awards
| Année | Travail proposé                                 | Catégorie                                 | Résultat    |
| ----- | ----------------------------------------------- | ----------------------------------------- | ----------- |
| 2010  | Rude Boy                                        | Best R&B Song                             | Nomination  |
| 2010  | Love The Way You Lie (avec Eminem)              | Best Hip-Hop Song of the Year             | Récompensée |
| 2011  | All Of The Lights (avec Kanye West)             | Best Hip-Hop Song of the Year             | Nomination  |
| 2011  | What's My Name?                                 | Best Dance Performance                    | Nomination  |
| 2011  | Only Girl (In The World)                        | Best Dance Performance                    | Nomination  |
| 2011  | Man Down                                        | Best Caribbean Performance                | Récompensée |
| 2012  | Where Have You Been                             | Best Dance Performance                    | Nomination  |
| 2015  | Bitch Better Have My Money                      | Video of the Year                         | Nomination  |
| 2016  | Work                                            | Best Collaboration                        | Nomination  |
| 2016  | Work                                            | Best Dance Performance                    | Nomination  |
| 2016  | Work                                            | Song Of The Year                          | Nomination  |
| 2016  | Work                                            | Video of The Year                         | Nomination  |
| 2016  | Needed Me                                       | The Ashford & Simpson's Songwriting Award | Nomination  |
| 2016  | Anti                                            | Album/Mixtape of the Year                 | Nomination  |
| 2016  | Rihanna                                         | Best R&B/Soul Female Artist               | Nomination  |
| 2017  | Wild Thoughts (avec DJ Khaled et Bryson Tiller) | Best Dance Performance                    | Nomination  |
| 2017  | Wild Thoughts (avec DJ Khaled et Bryson Tiller) | Song of The Year                          | Nomination  |
| 2017  | Wild Thoughts (avec DJ Khaled et Bryson Tiller) | Best Hip-Hop Song of the Year             | Nomination  |
| 2017  | Wild Thoughts (avec DJ Khaled et Bryson Tiller) | Video of The Year                         | Nomination  |
| 2017  | Wild Thoughts (avec DJ Khaled et Bryson Tiller) | Best Collaboration                        | Récompensée |

## Teen Choice Awards
| Année | Travail proposé                                | Catégorie                               | Résultat    |
| ----- | ---------------------------------------------- | --------------------------------------- | ----------- |
| 2005  | Pon De Replay                                  | Choice Summer Song                      | Nomination  |
| 2006  | Rihanna                                        | Music - Choice Breakout Artist (Female) | Récompensée |
| 2006  | Rihanna                                        | Music - Choice R&B Artist               | Récompensée |
| 2006  | Rihanna                                        | Choice Female Hottie                    | Nomination  |
| 2006  | Rihanna                                        | Choice Female Artist                    | Nomination  |
| 2006  | Rihanna                                        | Choice V-Cast                           | Nomination  |
| 2006  | SOS                                            | Music - Choice Single                   | Nomination  |
| 2006  | Unfatithful                                    | Choice Summer Song                      | Nomination  |
| 2007  | Rihanna                                        | Choice Music: R&B Artist                | Récompensée |
| 2007  | Rihanna                                        | Choice Hottie: Female                   | Nomination  |
| 2007  | Rihanna                                        | Choice Music: Female Artist             | Nomination  |
| 2007  | Rihanna                                        | Choice Summer Music Star                | Nomination  |
| 2007  | Umbrella                                       | Choice Music: Single                    | Nomination  |
| 2007  | Shut Up and Drive                              | Choice Summer Song                      | Nomination  |
| 2008  | Rihanna                                        | Choice Music: R&B Artist                | Nomination  |
| 2008  | Rihanna                                        | Choice Female Hottie                    | Nomination  |
| 2008  | Rihanna                                        | Choice Music: Female Artist             | Nomination  |
| 2008  | Don't Stop The Music                           | Choice Music: Single                    | Nomination  |
| 2009  | Live Your Life (avec T.I.)                     | Choice Music - Hook-Up                  | Nomination  |
| 2010  | Rihanna                                        | Choice Summer Music Star: Female        | Nomination  |
| 2010  | Rihanna                                        | Choice R&B Artist                       | Nomination  |
| 2010  | Rated R                                        | Choice R&B Album                        | Nomination  |
| 2010  | Love The Way You Lie (avec Eminem)             | Choice Music: Rap/Hip-Hop Track         | Récompensée |
| 2011  | Rihanna                                        | Choice Female Artist                    | Nomination  |
| 2011  | All Of The Lights (avec Kanye West)            | Choice Music: R&B/Hip-Hop Track         | Nomination  |
| 2012  | Rihanna                                        | Choice Female Hottie                    | Nomination  |
| 2012  | Rihanna                                        | Choice Music: Female Artist             | Nomination  |
| 2012  | Rihanna                                        | Choice Summer Music Star: Female        | Nomination  |
| 2012  | Take Care (avec Drake)                         | Choice Music: R&B/Hip-Hop Son           | Nomination  |
| 2012  | Take Care (avec Drake)                         | Choice Music Single: Male               | Nomination  |
| 2012  | Battleship (film)                              | Choice Movie Breakout                   | Récompensée |
| 2013  | Rihanna                                        | Choice Music: Female Artist             | Nomination  |
| 2013  | Rihanna                                        | Choice Twitter Personality              | Nomination  |
| 2013  | Rihanna                                        | Choice Summer Music Star: Female        | Nomination  |
| 2013  | Diamonds                                       | Choice Music: R&B/Hip-Hop Song          | Nomination  |
| 2013  | Stay                                           | Choice Music: Break-Up Song             | Nomination  |
| 2014  | Rihanna                                        | Choice Web: Instagrammer                | Nomination  |
| 2014  | Rihanna                                        | Choice Web: Social Media Queen          | Nomination  |
| 2014  | Rihanna                                        | Choice Female Hottie                    | Nomination  |
| 2015  | Rihanna                                        | Choice Music: Female Artist             | Nomination  |
| 2015  | Rihanna                                        | Choice Hottie: Female                   | Nomination  |
| 2015  | Rihanna                                        | Choice Summer Music Star: Female        | Nomination  |
| 2015  | Rihanna                                        | Choice Selfie Taker                     | Nomination  |
| 2015  | Bitch Better Have My Money                     | Choice Music: R&B/Hip-Hop Song          | Nomination  |
| 2015  | Bitch Better Have My Money                     | Choice Music: Party Song                | Nomination  |
| 2015  | FourFiveSeconds                                | Choice Music: R&B/Hip-Hop Song          | Nomination  |
| 2016  | Rihanna                                        | Choice Female Artist                    | Nomination  |
| 2016  | Rihanna                                        | Choice Summer Music Star: Female        | Nomination  |
| 2016  | This Is What You Came For (avec Calvin Harris) | Choice Music: Party Song                | Nomination  |
| 2016  | This Is What You Came For (avec Calvin Harris) | Choice Summer Song                      | Nomination  |
| 2016  | Work (feat. Drake)                             | Choice Music: R&B/Hip-Hop Song          | Nomination  |
| 2017  | Rihanna                                        | Choice Hottie - Female                  | Nomination  |

## World Music Awards
| Année | Travail proposé | Catégorie                              | Résultat    |
| ----- | --------------- | -------------------------------------- | ----------- |
| 2006  | Rihanna         | World's Best-Selling Barbadian Artist  | Récompensée |
| 2006  | Rihanna         | World's Best Selling R&B Artist        | Nomination  |
| 2007  | Rihanna         | World's Best Entertainer of the Year   | Récompensée |
| 2007  | Rihanna         | World's Best-Selling Pop Female Artist | Récompensée |
| 2007  | Rihanna         | World's Best-Selling R&B Female Artist | Récompensée |
| 2008  | Rihanna         | World's Best-Selling R&B Female Artist | Nomination  |
| 2008  | Rihanna         | World's Best-Selling Barbadian Artist  | Récompensée |
| 2010  | Rihanna         | World's Best Pop/Rock Artist           | Nomination  |
| 2010  | Rihanna         | World's Best song                      | Nomination  |
| 2014  | Rihanna         | World's Best Female Artist             | Nomination  |
| 2014  | Rihanna         | World's Best Live Act                  | Nomination  |
| 2014  | Rihanna         | World's Best Entertainer of the Year   | Nomination  |
| 2014  | Rihanna         | World's song of the Year               | Nomination  |
| 2014  | Rihanna         | World's Best Video                     | Nomination  |

## Autres Awards
| Année | Récompense                                                | Travail proposé                                        | Catégorie                                   | Résultat    |
| ----- | --------------------------------------------------------- | ------------------------------------------------------ | ------------------------------------------- | ----------- |
| 2006  | Japan Gold Disc Award                                     | Rihanna                                                | New Artist of the Year                      | Récompensée |
| 2006  | MuchMusic Video Awards                                    | SOS                                                    | Best International Artist Video             | Récompensée |
| 2006  | MOBO Awards                                               | Rihanna                                                | Best R&B Artist                             | Récompensée |
| 2006  | MTV Video Music Awards Japan                              | Pon de Replay                                          | Best New Artist in a Video                  | Récompensée |
| 2007  | MOBO Awards                                               | Rihanna                                                | Best International Act                      | Récompensée |
| 2007  | MOBO Awards                                               | Umbrella                                               | Best Video                                  | Nomination  |
| 2007  | People's Choice Awards                                    | Shut Up and Drive                                      | Favorite R&B Song                           | Récompensée |
| 2007  | MuchMusic Video Awards                                    | Umbrella                                               | Best International Artist Video             | Nomination  |
| 2007  | MTV Video Music Awards Latin America                      | Umbrella                                               | Song of the Year                            | Nomination  |
| 2007  | MTV Video Music Awards Latin America                      | Umbrella                                               | Best Pop Artist (International)             | Nomination  |
| 2007  | Premios Principales 2007                                  | Umbrella                                               | Song of the Year                            | Récompensée |
| 2008  | Image Awards                                              | Umbrella                                               | Best Music Video                            | Nomination  |
| 2008  | ECHO Awards                                               | Rihanna                                                | Female Artist of the Year (International)   | Nomination  |
| 2008  | ECHO Awards                                               | Umbrella                                               | Hit of the Year (National or International) | Nomination  |
| 2008  | MTV Video Music Awards Japan                              | Umbrella                                               | Best Video of the Year                      | Nomination  |
| 2008  | MuchMusic Video Awards                                    | Don't Stop the Music                                   | Best International Artist Video             | Récompensée |
| 2008  | MuchMusic Video Awards                                    | Umbrella                                               | Most Watched Video                          | Récompensée |
| 2008  | International Dance Music Awards                          | Don't Stop the Music                                   | Best R&B/Urban Dance Track                  | Récompensée |
| 2008  | International Dance Music Awards                          | Don't Stop the Music                                   | Best Pop Dance Track                        | Nomination  |
| 2008  | Swiss Music Awards                                        | Umbrella                                               | Best Song International                     | Récompensée |
| 2008  | Belgian TMF Awards                                        | Rihanna                                                | Best Female International                   | Récompensée |
| 2008  | Belgian TMF Awards                                        | Rihanna                                                | Best Urban International                    | Nomination  |
| 2008  | Los Premios MTV Latinoamérica                             | Rihanna                                                | Fashionista Award — Female                  | Récompensée |
| 2008  | MTV Asia Awards                                           | Umbrella                                               | Best Hook-up for                            | Nomination  |
| 2008  | MTV Africa Music Awards                                   | Rihanna                                                | Best R&B                                    | Nomination  |
| 2013  | People's Choice Awards                                    | Rihanna                                                | Favorite R&B Artist                         | Récompensée |
| 2014  | MTV Movie Awards                                          | Rihanna                                                | Best Cameo                                  | Récompensée |
| 2014  | Council of Fashion Designers of America                   | Rihanna                                                | Fashion Icon Award                          | Récompensée |
| 2017  | Harvard Foundation for Interracial and Cultural Relations | Rihanna                                                | Humanitaire de l'année                      | Récompensée |
| 2023  | African-American Film Critics Association                 | Lift Me Up (extrait de Black Panther: Wakanda Forever) | Best Song                                   | Récompensée |
| 2023  | Black Reel Awards                                         | Lift Me Up (extrait de Black Panther: Wakanda Forever) | Outstanding Original Song                   | Récompensée |
| 2023  | Chicago Indie Critics Awards                              | Lift Me Up (extrait de Black Panther: Wakanda Forever) | Best Original Song                          | Nomination  |
| 2023  | Hollywood Music In Media Awards                           | Lift Me Up (extrait de Black Panther: Wakanda Forever) | Best Original Song                          | Récompensée |
| 2023  | Satellite Awards                                          | Lift Me Up (extrait de Black Panther: Wakanda Forever) | Best Original Song                          | Nomination  |
| 2023  | Phoenix Film Critics Society Awards                       | Lift Me Up (extrait de Black Panther: Wakanda Forever) | Best Original Song                          | Récompensée |

En 2007, Rihanna gagne le prix Celebrity Legs of Goddess (organisé par Gillette) qui récompense la célébrité ayant les plus belles jambes.